# 北海道えりも高等学校
北海道えりも高等学校（ほっかいどうえりもこうとうがっこう、英称：Hokkaido Erimo High School 正式名称：えりも町立北海道えりも高等学校）は、北海道幌泉郡えりも町字新浜にある町立高等学校。全日制課程普通科。

## 沿革
- 1949年 - 北海道浦河高等学校幌泉分校定時制課程として設置認可。
- 1952年 - 北海道幌泉高等学校として独立。
- 1955年 - 校章制定
- 1957年 - 校歌制定、校旗制定
- 1964年 - 襟裳分教場、襟裳中学校火災により焼失
- 1965年 - 襟裳分教場閉校し、本校に統合
- 1971年 - 町名変更により北海道えりも高等学校と改称。
- 1987年 - 全日制過程の設置認可、定時制課程の募集停止。
- 1988年 - 新校舎・体育館建設工事完成、新校舎へ移転
- 1990年 - 定時制過程を閉課。
- 1991年 - 第１回海外研修旅行実施
- 1996年 - 大韓民国茂山中高等学校と姉妹校提携を結ぶ
- 2004年 - えりも町立えりも中学校と連携型中高一貫教育施行。
- 2011年 - 各種資格検定料半額補助制度開始

## 公共交通手段
- 旧・JR北海道日高本線様似駅より、ジェイ・アール北海道バス日勝線えりも町・広尾町方面行「えりも高校前」（一部便）、「えりも郷土資料館」下車。

## 特色

### 教育目標
- 自ら高め、社会に つくす 広い心を
- 自ら考え 、未来を ひらく 深い知性を
- 自ら鍛え、たくましく生き抜く強い心身を

社会に貢献する人材の育成豊かな広い心と深い知性を育む全人教育、社会の変化に主体的に対応する資質・能力の育成、社会の中での生き方、在り方について自覚をもつ人間の育成を目指している。

### 校訓
敬愛・ 英知 ・健康
- 敬愛…相手を敬い、親しみの心を持つ
- 英知…優れた知恵を身につけた人
- 健康…心身ともに丈夫で元気な人

### 校章
外形六角模様は、幌泉の「ホ」の字と荒波に輝く北斗星を形どり、 力強い躍動を表現し、二つのペン先は若い力の希望と理想を、 交差は学ぶ者の決意と団結を、金色の「髙」は誇りを象徴している。

### 中高一貫教育
2004年より、６年間を見通した計画的・継続的な教育指導を展開し、生徒の個性や創造性を伸張するため、日高管内で唯一、えりも中学校との連携型中高一貫教育を行っている。

### えりも駒踊り
えりも町の伝統芸能である「駒踊り」を１年生の総合的な探究の時間の中で学ぶ。講師としてえりも町の駒踊り保存会の方を招き、約２か月間かけて伝統芸能を習得する。最終的には毎年10月にえりも町で開催される「海と山の幸フェスティバル」で披露する。

### 海外研修
1991年より、えりも町からの助成を受け、韓国への海外研修を開始。平成８年には大韓民国茂山中高等学校と姉妹校提携を結び、毎年第３学年の生徒を対象に研修を行っている。感染症拡大などで中止した年もあったが、異文化を学ぶ貴重な体験として実施されている。

## 部活動

### 文化系
- 美術部
- 軽音楽部
- 風極プロジェクト同好会

### 体育系
- 野球部
- サッカー同好会
- バレーボール部
- バドミントン部
- バスケットボール部

## 教員による研究成果
- 山田浩（英語科）

「小規模中高一貫校における『CAN-DOリスト』の開発」 - 『全国英語教育学会紀要 ARELE 第25号』（2014年）に掲載